# Comocladia palmeri
Comocladia palmeri là một loài thực vật có hoa trong họ Đào lộn hột. Loài này được Rose mô tả khoa học đầu tiên năm 1923.